# الرايس (ملحان)

تعديل مصدري - تعديل

الرايس هي إحدى قرى عزلة بدح بمديرية ملحان التابعة لمحافظة المحويت، بلغ تعداد سكانها 357 نسمة حسب تعداد اليمن لعام 2004.